# Дедалеопсис
Дедалео́псис (лат. Daedaleopsis) — род грибов семейства Полипоровые (Polyporaceae).
Удлинённые поры образуют пробковый лабиринт, именуемый daedaloid.

## Виды
По оценкам 2008 года в род входило шесть видов. По состоянию на октябрь 2016 года, в базе данных научных (латинских) названий микологических таксонов Index Fungorum род насчитывал 10 видов:
- Daedaleopsis conchiformis Imazeki (1943)[2] — Япония
- Daedaleopsis confragosa (Bolton) J.Schröt. (1888)[3]
- Daedaleopsis dickinsii (Berk. ex Cooke) Bondartsev (1963)[4]
- Daedaleopsis hainanensis Hai J.Li & S.H.He (2016)[5] — Китай
- Daedaleopsis nipponica Imazeki (1943)[2] — Япония
- Daedaleopsis nitida (Durieu & Mont.) Zmitr. & Malysheva (2013)[6]
- Daedaleopsis papyraceoresupinata (S.Ito & S.Imai) Imazeki (1943)[2]
- Daedaleopsis pergamenea (Berk. & Broome) Ryvarden (1984)[7]
- Daedaleopsis septentrionalis (P.Karst.) Niemelä (1982)[8]
- Daedaleopsis sinensis (Lloyd) Y.C.Dai (1996)[9] — Китай
- Daedaleopsis tricolor (Bull.) Bondartsev & Singer (1941)[10]